# Oronaye
Oronaye (fr. Tête de Moyse ) – szczyt w Alpach Kotyjskich, części Alp Zachodnich. Leży na granicy między Włochami (regionie Piemont) a Francją (region Prowansja-Alpy-Lazurowe Wybrzeże). Szczyt można zdobyć drogą z przełęczy Colle della Maddalena przez schronisko Bivacco Enrico e Mario (2650 m). Pod szczytem, na wysokości 2411 m, znajduje się jezioro - Lago dell'Oronaye.